# فال غيست
فال غيست (ولد بفالموند موريس جروسمان ، 11 ديسمبر 1911 - 10 مايو 2006) هو مخرج أفلام وكاتب سيناريو إنجليزي. بدأ ككاتب (ثم مخرجًا) للأفلام الكوميدية ، واشتهر بعمله في شركة هامر فيلم للإنتاج، حيث أخرج 14 فيلمًا ، وفيلم خيال علمي. تمتع بمهنة طويلة في صناعة السينما من أوائل الثلاثينيات حتى أوائل الثمانينيات.